# Filomena Campus
Filomena Campus (Macomer, ...) è una cantante, compositrice e regista teatrale italiana.
È nata in Sardegna e dal 2001 è residente a Londra. Il suo stile fonde tipicamente jazz, performance, teatro e letteratura. 

## Biografia
Filomena Campus è nata in Sardegna. Si è laureata in letteratura inglese presso l'Università degli Studi di Cagliari. Ha iniziato a cantare e ad esibirsi quando era ancora studentessa. A Cagliari, nel 2001 ha curato la regia del concerto/performance A Game of Chess, ispirandosi a un progetto del lavoro di Samuel Beckett, James Joyce e T. S. Eliot che è stata la sua prima esperienza di combinazione di jazz dal vivo e teatro. Lo stesso anno si è trasferita in Inghilterra per studiare per un master in regia teatrale al Goldsmiths, University of London.
Nel 2003 ha fondato la compagnia Theatralia, descritta come "un collettivo internazionale di performer e artisti che combinano letteratura, teatro fisico, performance art e arte digitale con musica dal vivo e partecipazione del pubblico". Campus cura l'annuale Theatralia Jazz Festival in collaborazione con il PizzaExpress Jazz Club di Soho, con l'obiettivo di unire lo stile inglese e italiano.
Ha collaborato con musicisti di spicco, tra cui Paolo Fresu, Evan Parker, Guy Barker, Orphy Robinson, Huw Warren, Byron Wallen, Cleveland Watkiss, Jean Toussaint, Kenny Wheeler, Laura Cole, Jackie Walduck, Tori Handsley e Tony Kofi ed è apparsa in diversi festival internazionali, oltre che alla radio. La sua voce è stata descritta come dotata di "una vasta gamma di suoni vocali davvero improvvisati", e Cleveland Watkiss l'ha definita "una delle giovani cantanti / interpreti / compositrici più avventurose con sede nel Regno Unito".
Ha anche insegnato e tenuto conferenze di teatro, improvvisazione, voce e studi correlati presso istituzioni educative come la Royal Central School of Speech and Drama, la East 15 Acting School, l'Università dell'Essex, l'Università di Kingston e l'University College di Londra.
Nel 2009 ha ricevuto il Premio Maria Carta e nel 2015 il Premio Navicella. Nel 2010 ha formato il Filomena Campus Quartet, con Steve Lodder al piano, Dudley Phillips al contrabbasso e Rod Youngs alla batteria, con progetti tra cui l'album Jester of Jazz (con Jean Toussaint e Rowland Sutherland in una registrazione del 2011), Italy VS England con lo scrittore Stefano Benni, Scaramouche (2015, con Giorgio Serci e Kenny Wheeler) e Queen Mab.
Nel 2020 ha ottenuto una borsa di studio dalla London Arts and Humanities Partnership (LAHP) finanziata dall'Arts and Humanities Research Council (AHRC) presso la Royal Central School of Speech and Drama per un Collaborative Doctoral Award con l'Archivio di Stato di Verona Franca Rame Dario Fo e la Fondazione Dario Fo e Franca Rame. Il titolo di questo progetto di ricerca è: Liberate Rame! Le pratiche femministe della regista e attivista Franca Rame.
Oltre al suo programma settimanale su London One Radio nel quale intervista artisti, Filomena Campus dal 2022 cura anche un programma nella radio inglese Jazz London Radio.

### Theatralia Jazz Festival
Nel 2013, Filomena Campus ha fondato il Theatralia Jazz Festival – originariamente conosciuto come "My Jazz Islands" – che riunisce musica e teatro di musicisti e scrittori britannici e italiani, con la produzione Italy VS England prodotta sia a Cagliari che a Londra. Nel 2018 il tema del festival è stato "Sardinian Extravaganza", un ponte jazz con la città di Alghero in Sardegna. Campus ha dichiarato: "Anni fa ho lasciato la mia isola per un'altra isola, che mi ha accolto e mi ha aiutato a realizzare tanti sogni. In un momento in cui tutti sembrano alzare muri, io miro a costruire un ponte tra i nostri due paesi. Un ponte fatto di note jazz, teatro e maschere, incontri musicali arricchiti dalle parole magiche di una grande poesia."

### Monk Misterioso
Campus ha adattato e diretto Misterioso, A Journey into the Silence of Thelonious Monk (2005) di Stefano Benni come produzione teatrale con la musica di Thelonious Monk, mettendo in scena lo spettacolo al Festival di Edimburgo nel 2008, ai Riverside Studios nel 2009, e in una varietà di luoghi negli anni successivi, anche come parte del Theatralia Jazz Festival.
Nell'ottobre 2017 è stato lanciato un Monk Misterioso Tour internazionale sponsorizzato dall'Arts Council England presso la British Library, terminato con una nuova produzione drammatizzata di Misterioso: A Journey into the Silence of Thelonious Monk a Kings Place che ha chiuso la celebrazione del London Jazz Festival del centenario della nascita di Monk, e ha visto la partecipazione di Campus al fianco di Cleveland Watkiss, Pat Thomas, Rowland Sutherland, Orphy Robinson, Dudley Phillips e Mark Mondesir.  Nella sua recensione su Jazz in Europe della performance che ha fatto il tutto esaurito, Erminia Yardley ha scritto: "Con un misto di brio teatrale e puro talento, hanno tutti prodotto uno spettacolo che ha alzato il livello. La bellezza e l'innovazione della produzione hanno riempito ogni nota e parola pronunciata e cantata durante la notte. Brillante!"